# Castelo Coral
Castelo Coral é um oólito, uma estrutura de pedra calcária criada pelo excêntrico Letão-Americano Edward Leedskalnin (1887–1951). Está localizado em um território não incorporado do Condado de Miami-Dade na Flórida, entre as cidades de Homestead e Leisure City.  A estrutura compreende várias pedras grandes, cada uma pesando várias toneladas, esculpidas em formas variadas, incluindo paredes, mesas, cadeiras, uma lua crescente, uma fonte de água e um relógio solar. Hoje é uma atração turística administrada de forma privada. Castelo Coral é famoso por lendas que rodeiam a sua criação e alegam que foram construídas pelo Leedskalnin sozinho, usando magnetismo reverso ou Poderes Sobrenaturais para mover e esculpir as pedras.

## História
O material promocional do Castelo Coral diz que Edward Leedskalnin tinha 26 anos quando subitamente foi rejeitado pela sua noiva de 16 anos Agnes Skuvst na Letônia, um dia antes do casamento. Partindo para os Estados Unidos, ele supostamente estava doente com tuberculose terminal, mas foi espontaneamente curado, afirmando que imãs tiveram algum efeito sobre a sua doença.
Ele passou mais de 28 anos construindo o Castelo Coral, recusando-se a permitir que o vissem enquanto trabalhava. Alguns adolescentes afirmaram ter testemunhado seu trabalho, relatando que ele havia feito blocos de coral se moverem como balões de hidrogênio . A única ferramenta avançada que Leedskalnin disse que havia usado foi um "suporte de movimento perpétuo ".
Leedskalnin originalmente construiu o castelo, ele o chamou de "Lugar do Ed", na cidade da  Flórida, por volta de 1923. Comprou as terras de Ruben Moser, a esposa dele o ajudou quando ele teve uma outra tuberculose muito grave. A cidade da Flórida, que faz fronteira com os Everglades, é a cidade mais ao sul dos Estados Unidos que não fica em uma ilha. Na época, era um local extremamente remoto e com muito pouco desenvolvimento. O castelo permaneceu na cidade da Flórida até cerca de 1936, quando Leedskalnin decidiu se mudar e levar o castelo com ele. Sua segunda e última localização tem o endereço de 28655 South Dixie Highway, Miami, FL 33033, que agora aparece dentro do segmento do censo de Leisure City, mas que na verdade é território do condado não incorporado. Ele teria escolhido a realocação como um meio de proteger sua privacidade quando a discussão sobre o desenvolvimento de terras na área original do castelo começou. Ele passou três anos movendo as estruturas do Castelo Coral 10 mi (16 km) ao norte da cidade da Flórida até sua localização atual fora de Homestead, Flórida .
Leedskalnin nomeou seu novo lugar "Rock Gate" em homenagem ao enorme portão vaivém traseiro que ele construiu na parede dos fundos. Ele continuou a trabalhar no castelo até sua morte em 1951. As peças de coral que fazem parte do castelo mais novo, que não estão entre as transportadas do local original, foram extraídas na propriedade a poucos metros das muralhas do castelo. A piscina e o poço ao lado da parede sul são pedreiras. As pedreiras leste e oeste foram preenchidas.
Na cidade da Flórida, Leedskalnin cobrava dos visitantes dez centavos cada para visitar o terreno do castelo. Depois de se mudar para Homestead, ele pediu doações de vinte e cinco centavos, mas deixava visitantes entrarem gratuitamente se não tivessem dinheiro. Há placas esculpidas em rochas no portão da frente para "Tocar a campainha duas vezes". Ele descia de seus aposentos no segundo andar da torre do castelo perto do portão e conduzia o passeio. Ele nunca contou a ninguém que lhe perguntou como ele fez o castelo. Ele simplesmente respondia: "Não é difícil se você souber como".
Quando perguntado por que ele construiu o castelo, Leedskalnin respondeu vagamente que era para sua "Doce Garota". Acredita-se que seja uma referência a Agnes Skuvst (muitas vezes seu nome é escrito incorretamente como "Scuffs"). Na própria publicação de Leedskalnin, A Book in Every Home, ele implica que sua "Doce Garota" era mais um ideal do que uma realidade. De acordo com um relato letão, a menina existia, mas seu nome era na verdade Hermīne Lūsis.
Quando Leedskalnin ficou doente em novembro de 1951, ele colocou uma placa na porta do portão da frente "Indo para o Hospital" e pegou o ônibus para o Hospital Jackson Memorial em Miami . Ele sofreu um derrame em algum momento, antes de sair para o hospital ou no hospital. Ele morreu vinte e oito dias depois de pielonefrite (uma infecção renal) aos 64 anos. Seu certificado de óbito observou que sua morte foi resultado de " uremia ; insuficiência renal, como resultado da infecção e abscesso".
Enquanto a propriedade estava sendo investigada, US$3,500 (equivalente a US$ 36.539 em 2021) foi encontrado entre os pertences pessoais de Leedskalnin. Ele havia ganhado esse dinheiro realizando passeios, vendendo panfletos sobre vários assuntos (incluindo correntes magnéticas) e a venda de uma parte de seus 10 acres (4.0 ha) de propriedade para a construção da Rota 1 dos Estados Unidos. Como não tinha testamento, o castelo tornou-se propriedade de seu parente vivo mais próximo nos Estados Unidos, um sobrinho de Michigan chamado Harry.
O site do Castelo Coral informa que o sobrinho estava com problemas de saúde e vendeu o castelo para uma família de Illinois em 1953. No entanto, esta história difere do obituário de um ex-proprietário do Castelo Coral, Julius Levin, um joalheiro aposentado de Chicago, Illinois. O obituário atesta que Levin comprou a terra do estado da Flórida em 1952 e talvez não estivesse ciente de que havia um castelo na terra.
Os novos proprietários o transformaram em atração turística e mudaram o nome de Rock Gate para Rock Gate Park, e mais tarde para Castelo Coral.
Em janeiro de 1981, Levin vendeu o castelo para Castelo Coral, Inc., por US$175,000 (equivalente a $521,605 em 2021) . A empresa mantém a propriedade nos dias de hoje.
Em 1984, a propriedade foi listada no Registro Nacional de Lugares Históricos .  Foi adicionado sob o nome de "Rock Gate", mas o nome na lista foi alterado para "Castelo Coral" em 2011.
A placa de pedra dentro da propriedade que diz "Para adm. deposite 10 centavos abaixo" não é original do Castelo Coral. Leedskalnin a fez e colocou-a em frente ao seu local anterior em Florida City quando estava cansado de dar "show grátis" para visitantes que foram descuidados e pisotearam seus arbustos. Esta placa foi doada pelos proprietários do Lugar do Ed e colocada aqui nos anos seguintes.

## O castelo

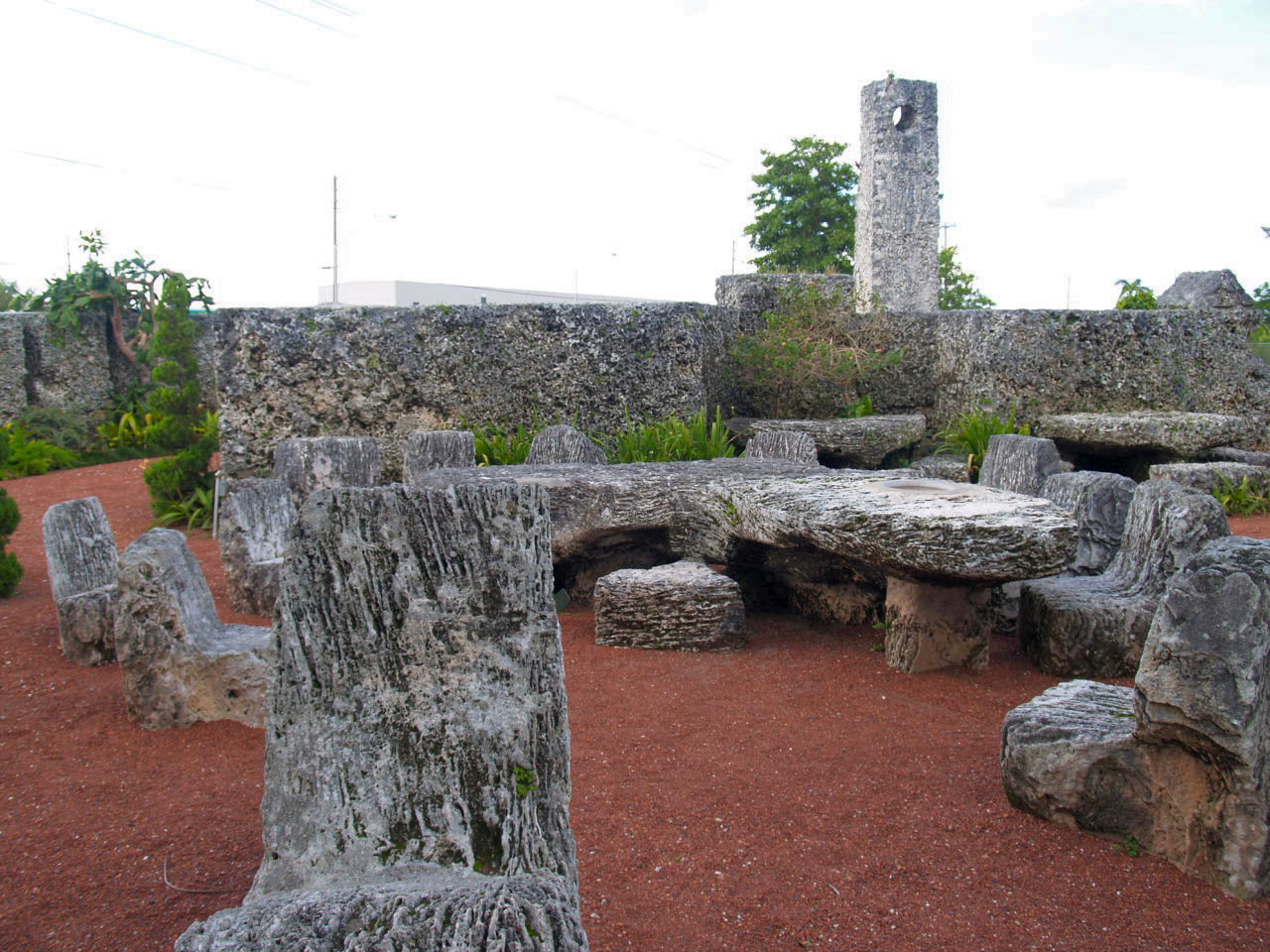
Uma vista de dentro do Castelo de Coral

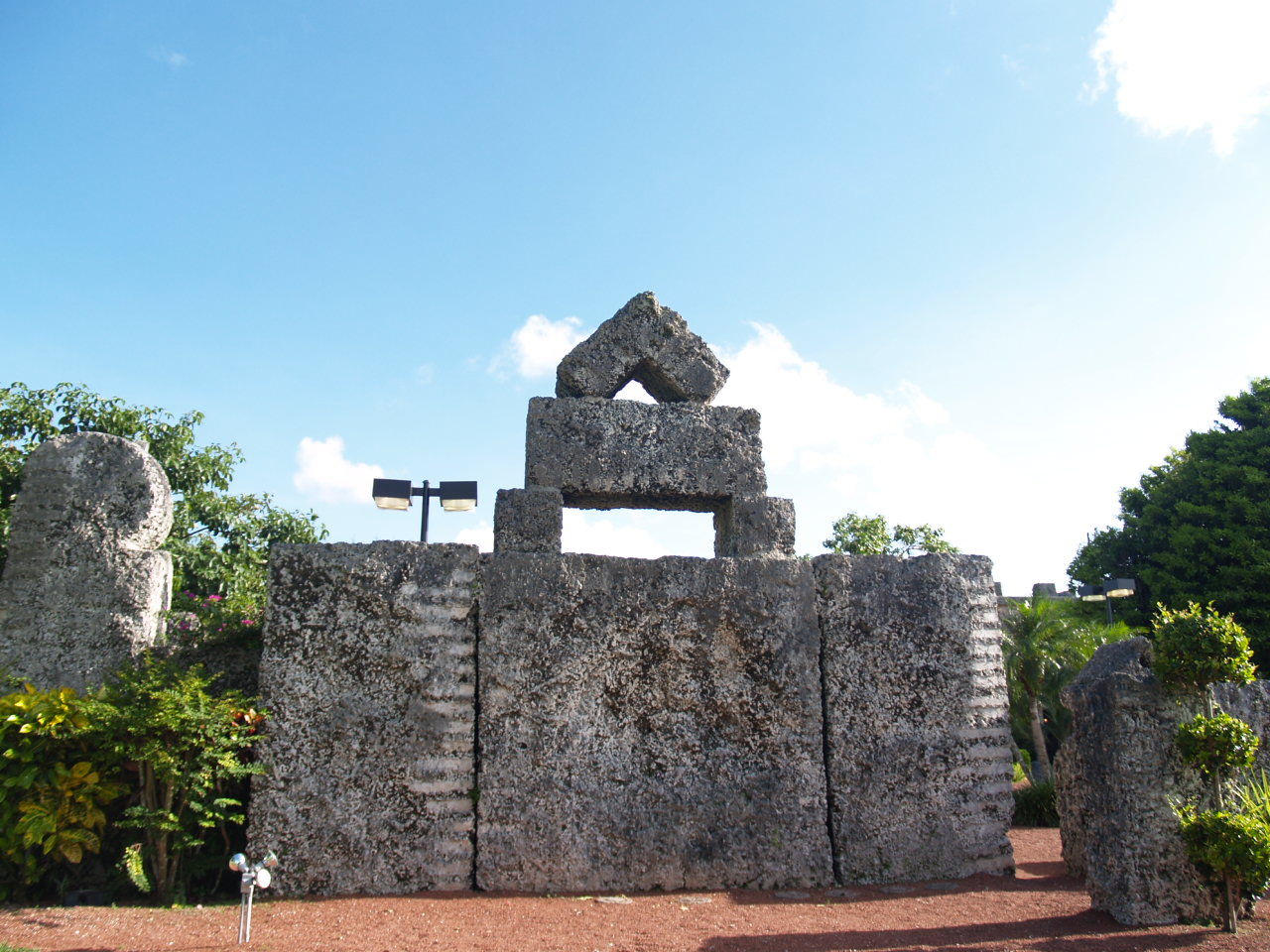
A pedra de trinta toneladas

Os terrenos do Castelo de Coral consistem em 1,100 short tons (1,000 t)  de pedras em forma de muros, entalhes, móveis e uma torre do castelo. Comumente acredita-se erroneamente ser feito de coral, na verdade é feito de oólito, também conhecido como calcário oolítico. Oólito é uma rocha sedimentar composta de pequenos grãos esféricos de carbonato em camadas concêntricas que podem incluir concentrações localizadas de conchas fósseis e corais. O Oólito é encontrado em todo o sudeste da Flórida, desde o condado de Palm Beach até Florida Keys . Oólito é frequentemente encontrado abaixo de apenas alguns centímetros de solo superficial, como no local do Castelo Coral.
As pedras são fixadas sem argamassa . Elas são colocadas uma em cima da outra usando seu peso para mantê-las juntas. O detalhe do trabalho artesanal é tão fino e as pedras são conectadas com tanta precisão que nenhuma luz passa pelas juntas. As altas pedras verticais de 8 ft (2.4 m) que compõem perímetro do muro têm altura uniforme. Mesmo com o passar das décadas as pedras não se moveram.
Entre as características e esculturas estão uma torre de castelo de dois andares que serviu como alojamento de Leedskalnin (paredes compostas por blocos de pedra de 8 pés de altura), um relógio solar preciso, um telescópio polar, um obelisco, uma churrasqueira, um poço de água, uma fonte, estrelas celestiais e planetas, e várias peças de mobiliário. As peças de mobiliário incluem uma mesa em forma de coração, uma mesa no formato da Flórida, vinte e cinco cadeiras de balanço, cadeiras que lembram luas crescentes, uma banheira, camas e um trono .
Com poucas exceções, os objetos são feitos de blocos únicos de pedra que pesam em média 15 short tons (14 t) cada. A maior pedra pesa 30 short tons (27 t) e os mais altos são dois monólitos com 25 ft (7.6 m) cada.
Um portão giratório que pesa 9 short tons (8.2 t) e tem 2,4 metros de altura é uma famosa estrutura do castelo, documentada nos programas de televisão In Search of... e That's Incredible! . O portão é esculpido de modo a caber dentro da murada com diferença de um quarto de polegada das paredes. Era bem balanceado, supostamente para que uma criança pudesse abri-lo com o toque de um dedo. O mistério do eixo perfeitamente equilibrado do portão e a facilidade com que ele girava durou décadas até parar de funcionar em 1986. Para removê-lo, seis homens e um guidaste de 50 short tons (45 t) foram usados. Uma vez que o portão foi removido, os engenheiros descobriram como Leedskalnin o centralizou e equilibrou. Ele havia perfurado um buraco de cima para baixo e inserido uma haste de metal. A pedra repousava sobre um velho rolamento de caminhão. Foi a ferrugem desse rolamento que resultou na falha de rotação do portão. Completo com novos rolamentos e eixo, foi recolocado em 23 de julho de 1986. Ele falhou em 2005 e foi novamente reparado; no entanto, ele não gira com a mesma facilidade de antes.

O Castelo Coral ainda é uma atração turística popular. Livros, revistas e programas de televisão especulam sobre como Leedskalnin foi capaz de construir a estrutura e mover pedras que pesam toneladas. As alegações de que ninguém jamais viu Leedskalnin trabalhando e que ele levitava suas pedras foram repudiadas. Orval Irwin supostamente o testemunhou extraindo suas pedras e erigindo partes de sua parede, e ilustrou os métodos em seu livro Mr. Can't Is Dead . A Nemith Film Collection produziu um documentário de curta-metragem em 1944 dele no trabalho. O site do Castelo de Coral afirma que, "Se alguém questionasse Ed sobre como ele movia os blocos de coral, Ed apenas responderia que ele entendia bem as leis do peso e da alavancagem". Ele também afirmou que "descobriu os segredos das pirâmides", referindo-se à Grande Pirâmide de Gizé .

O Castelo Coral
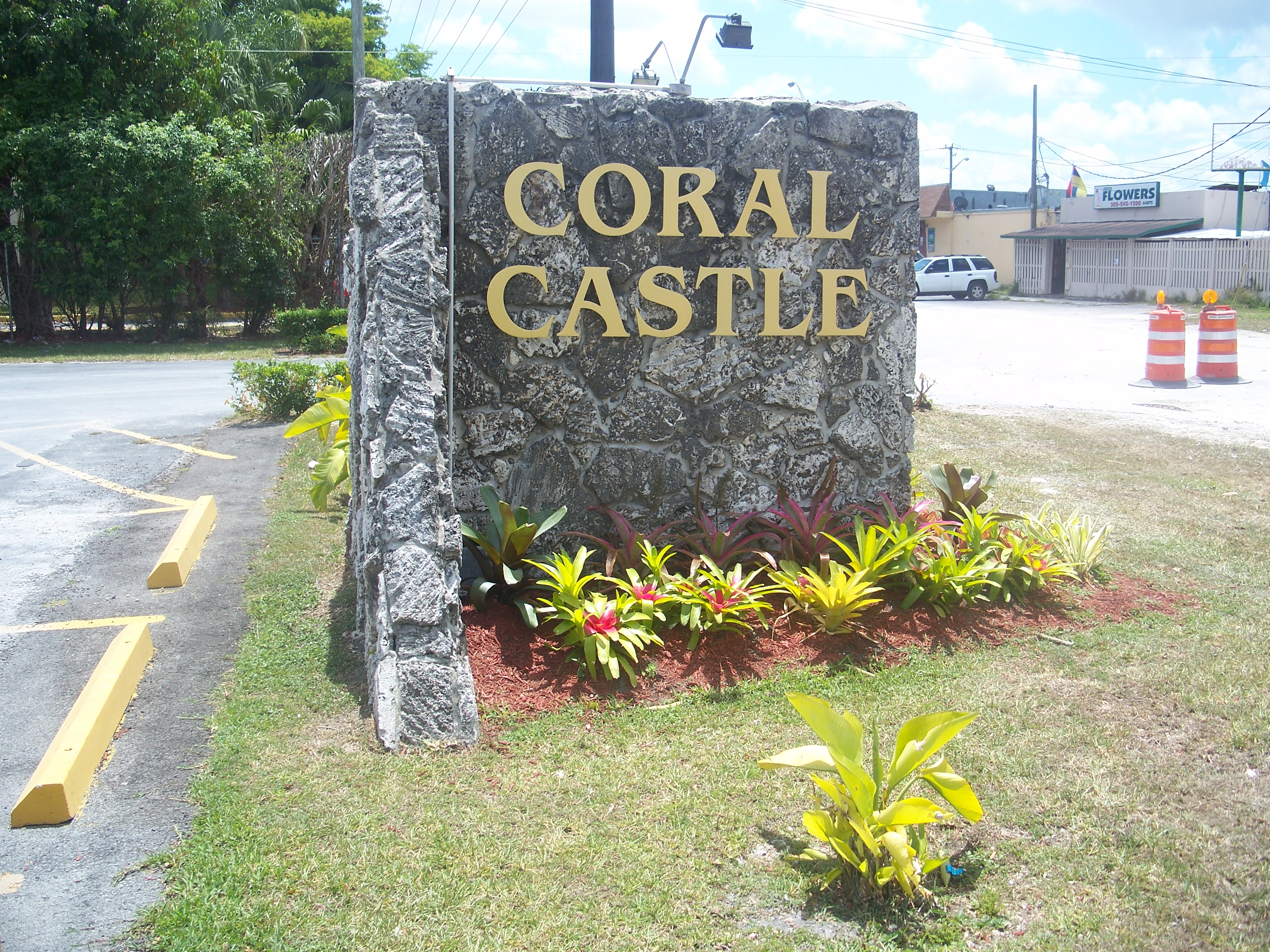
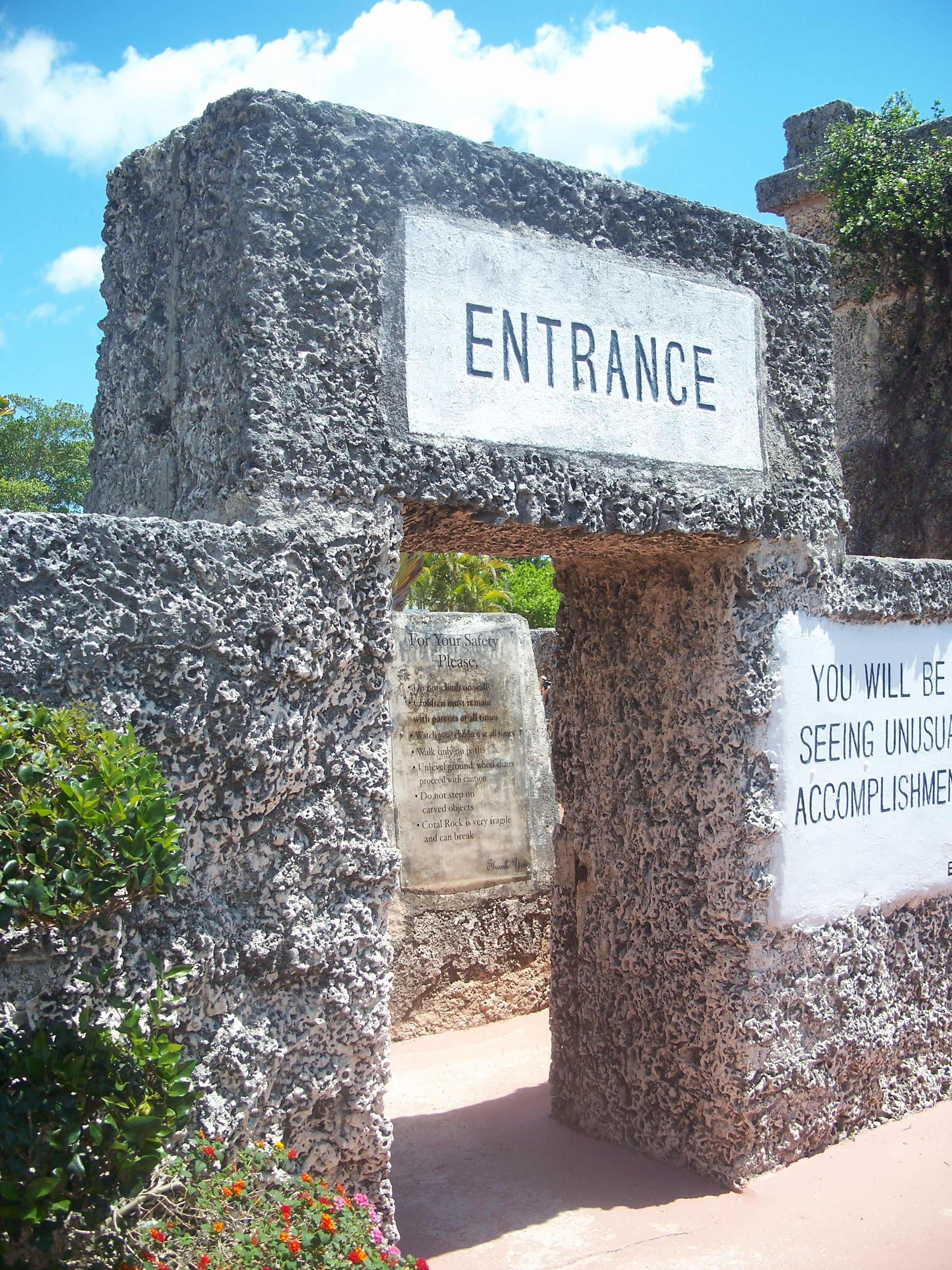
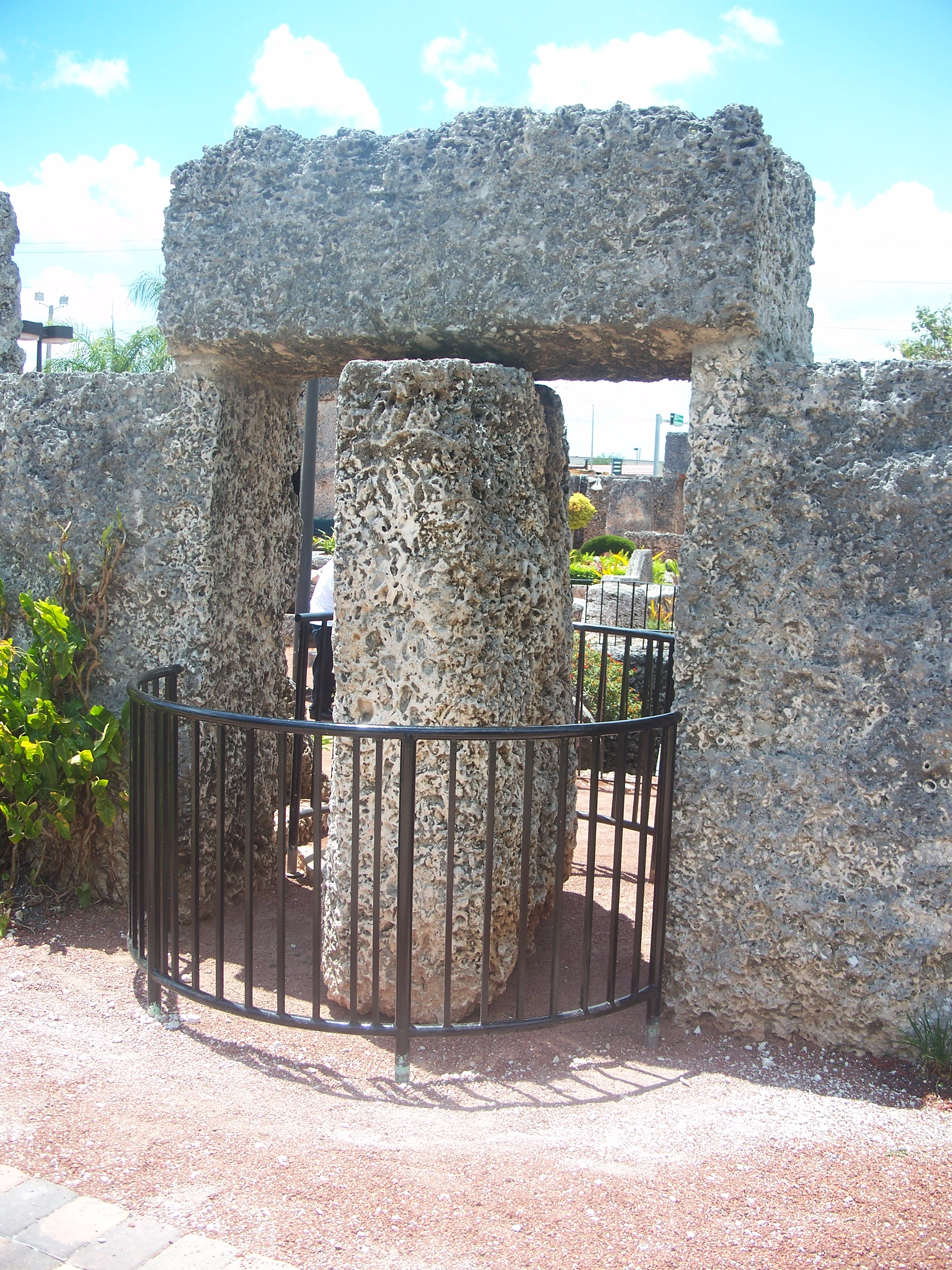
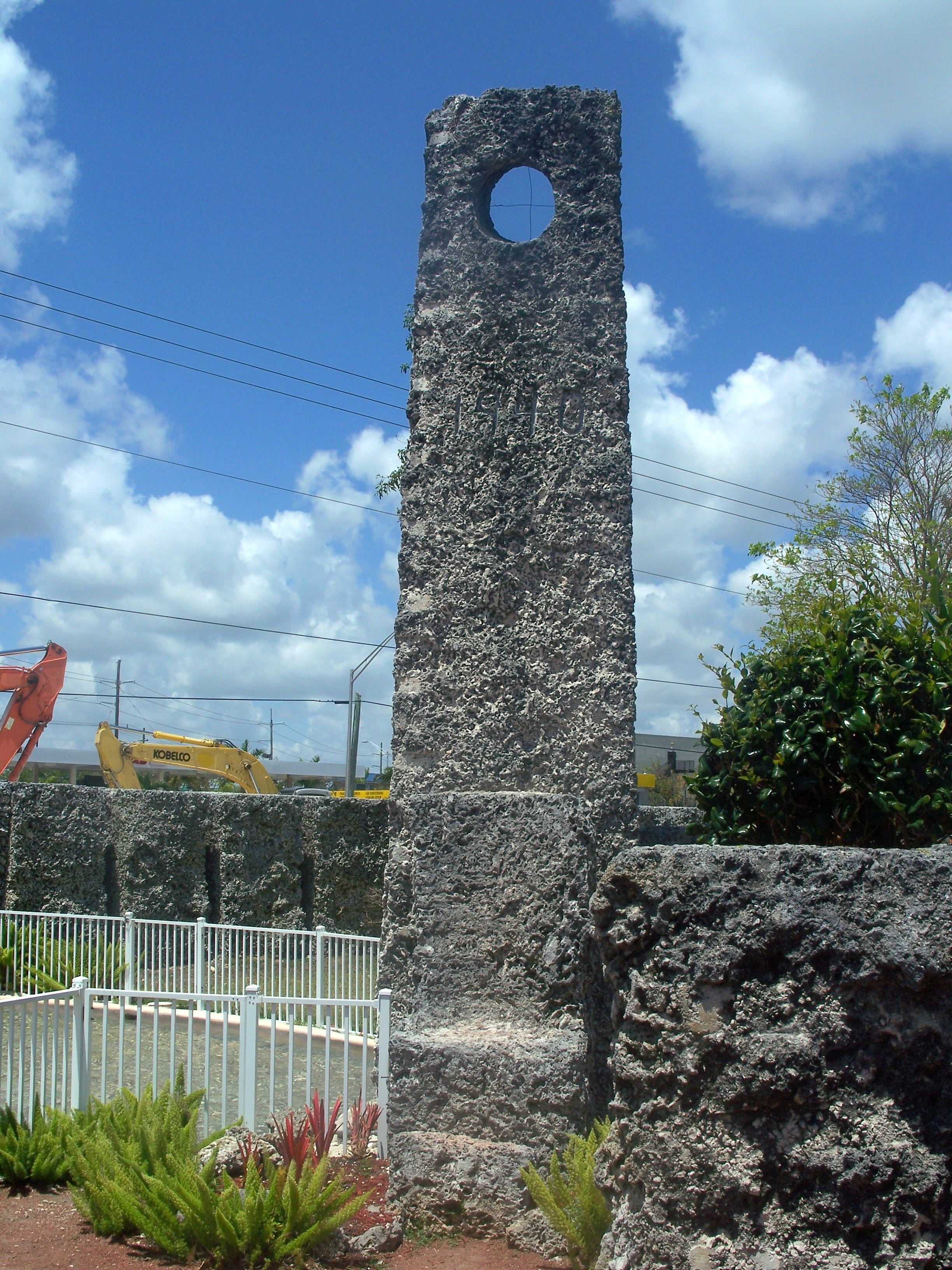
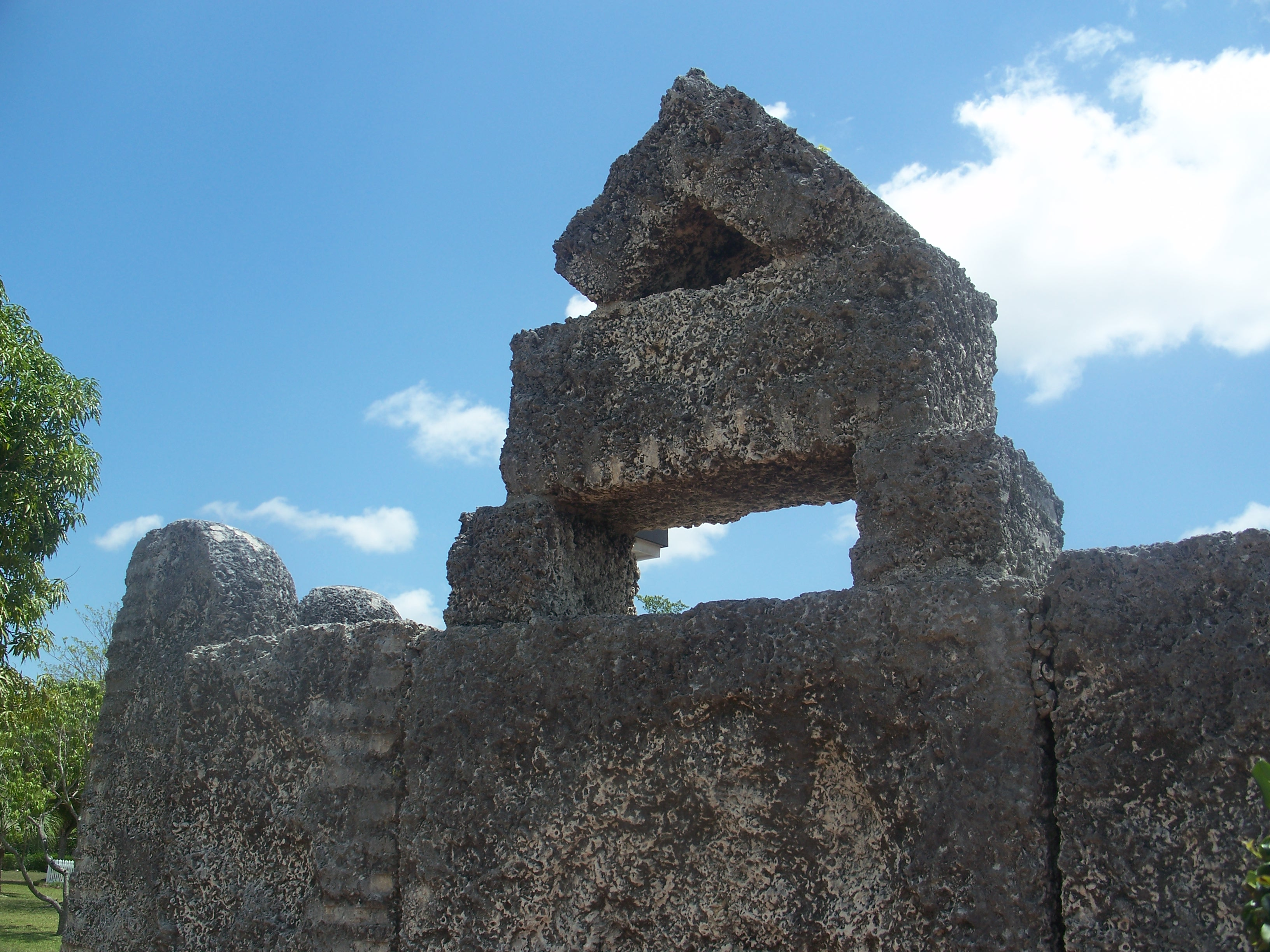
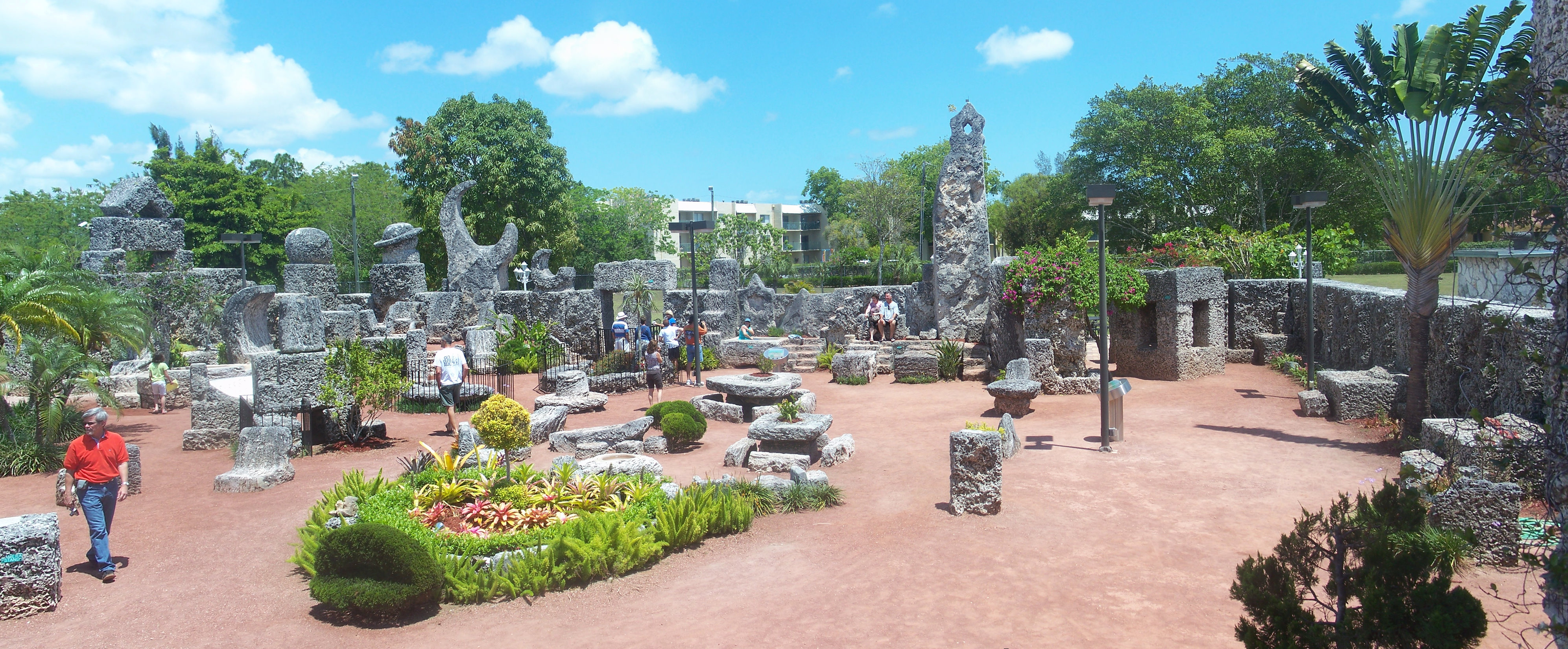
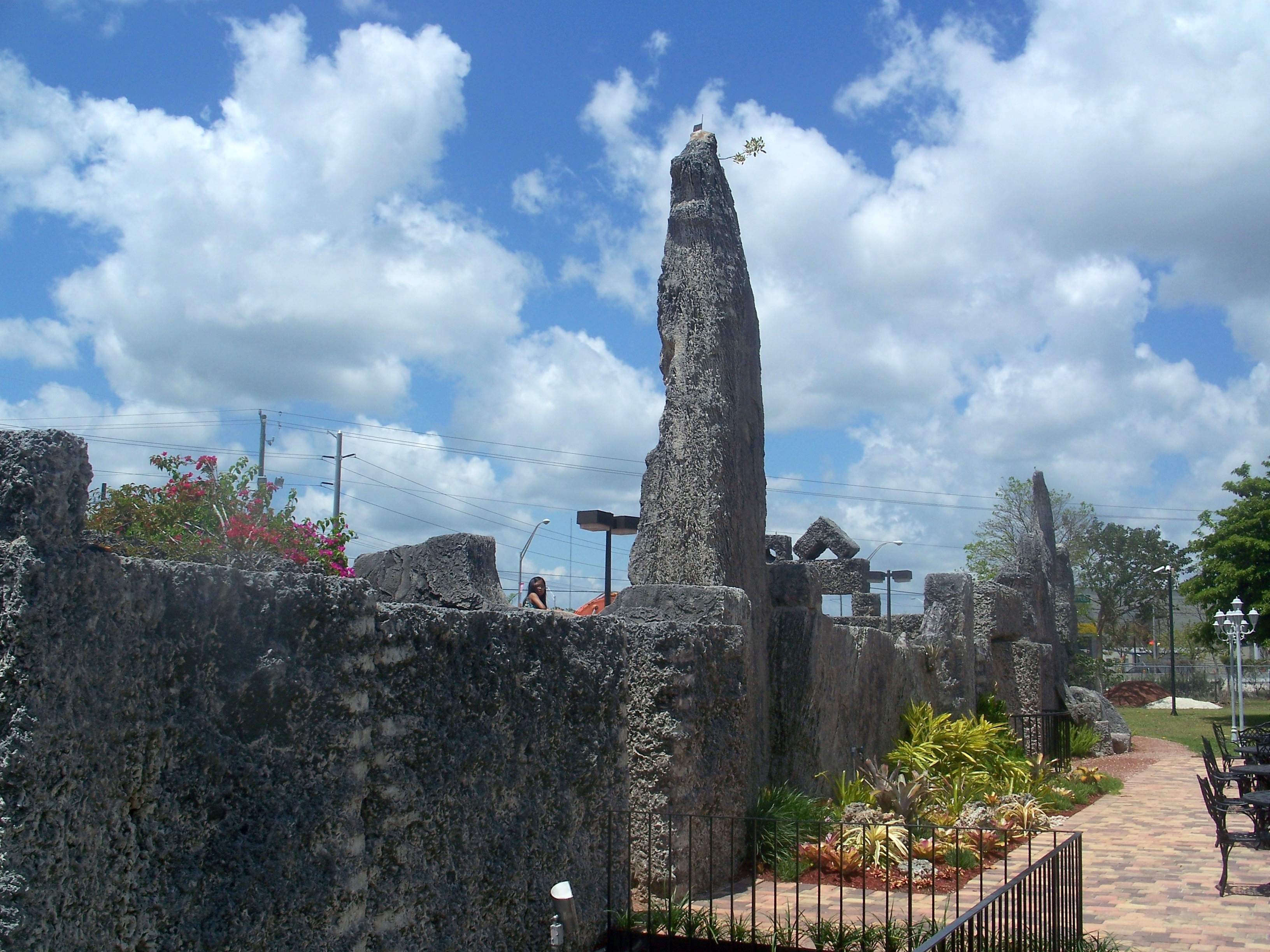
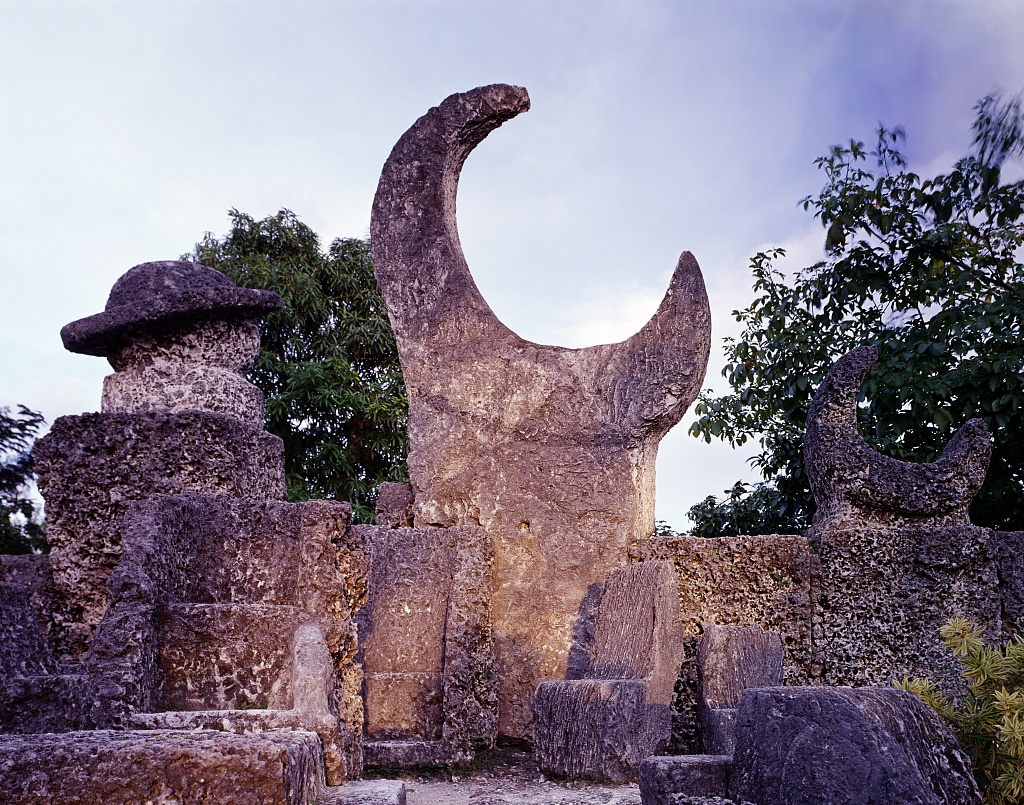
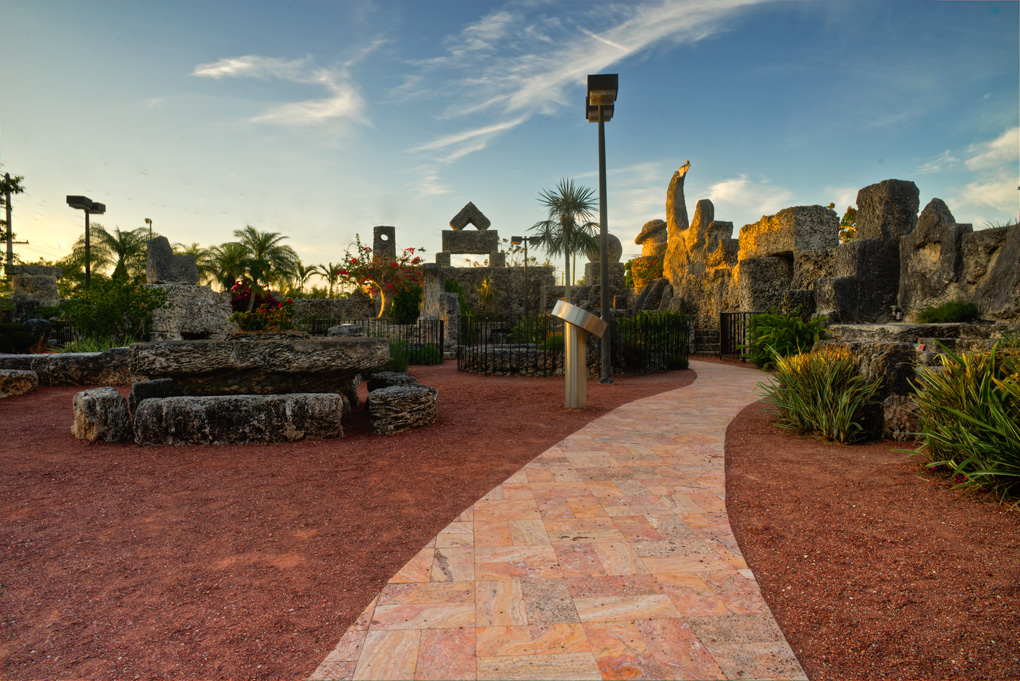
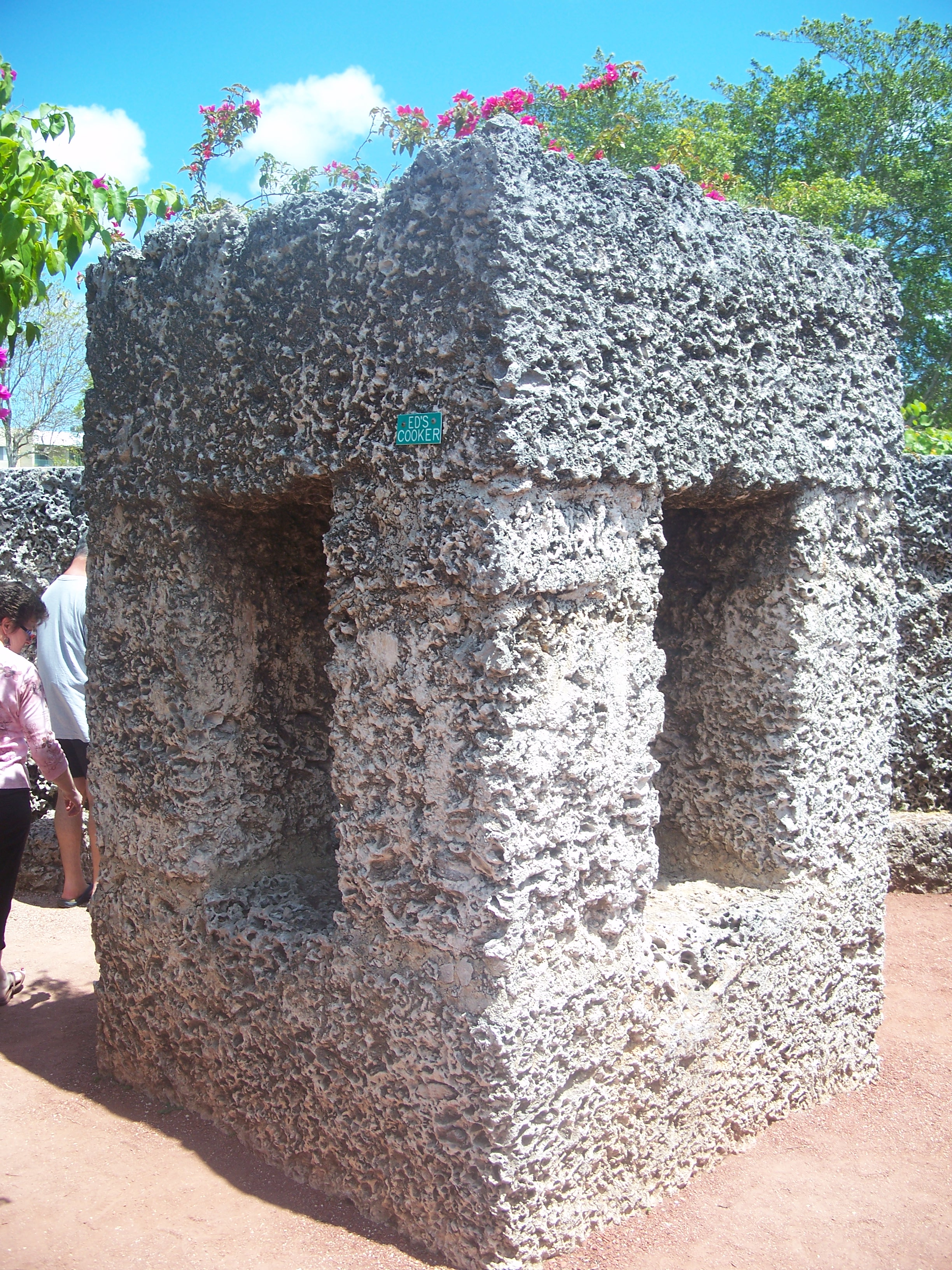
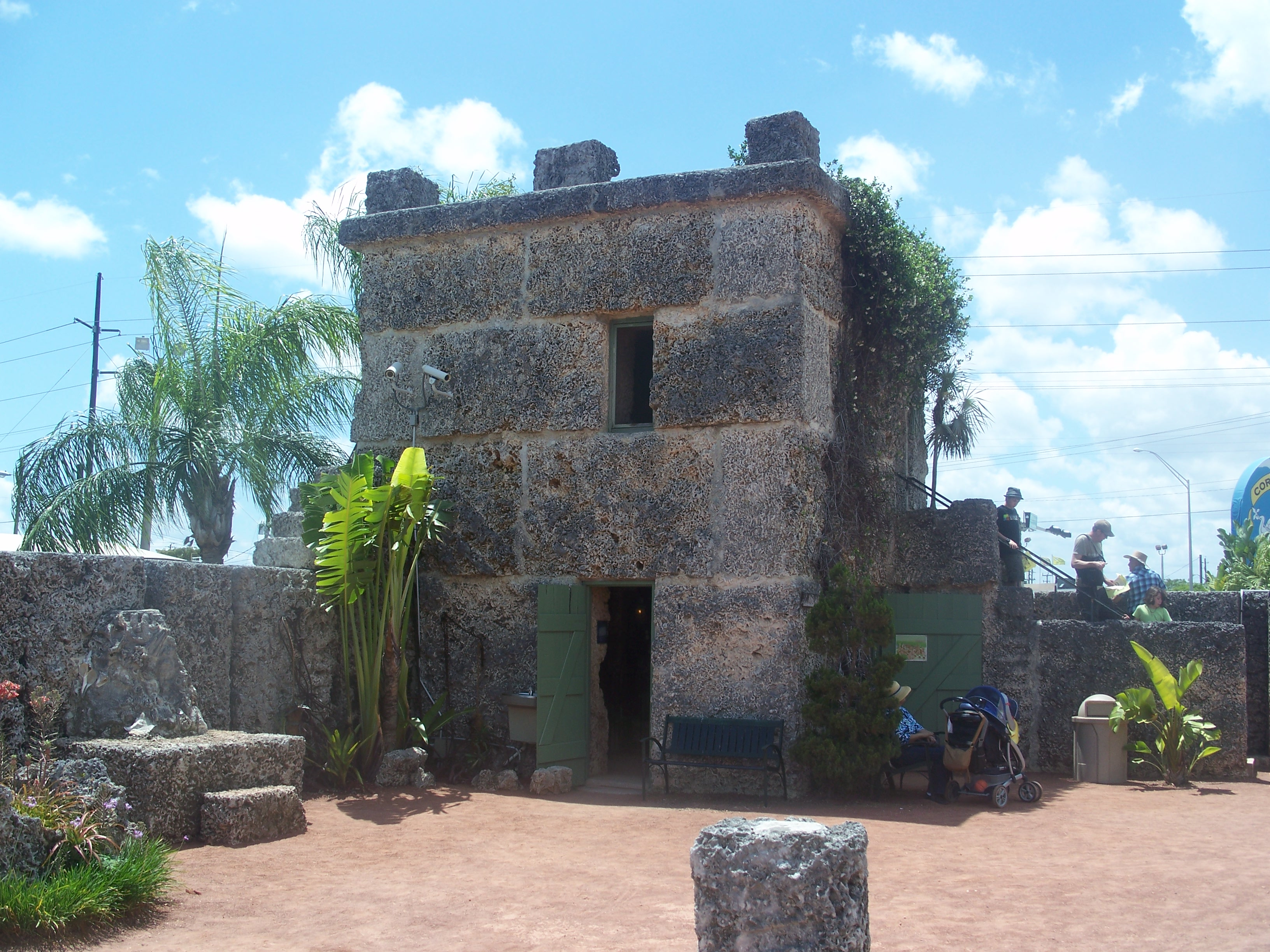
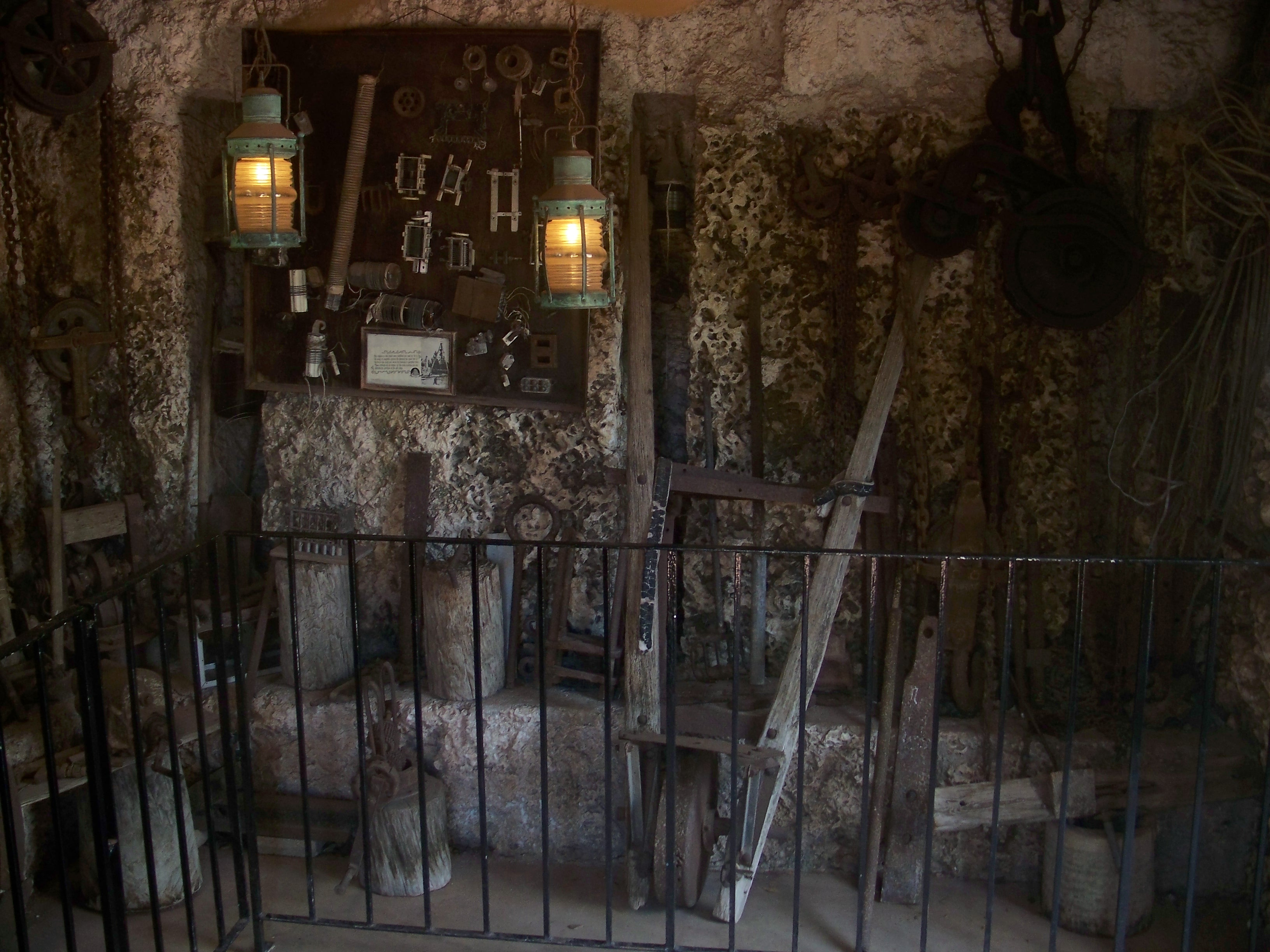

## Na cultura popular
- O Castelo Coral às vezes é chamado de Stonehenge da Flórida.[20]
- O filme de 1958 The Wild Women of Wongo usou o Castelo Coral como cenário para o templo do deus dragão.[21]
- As cenas lunares do filme Nude na Lua de 1961 foram filmadas no Castelo Coral.[22]
- Em 1966 no filme musical infantil Jimmy, the Boy Wonder, o Castelo Coral foi usado como  fundo em várias cenas.
- "O Castelo dos Segredos" é um episódio do programa de Leonard Nimoy In Search of... (1976–1982) que inclui uma dramatização de Leedskalnin movendo as pedras com o mínimo de esforço.[4]
- Em 20 de junho de 2014, o History Channel exibiu um segmento sobre o Castelo Coral na série Ancient Aliens (Temporada 2, Episódio 8), "Mysterious Structures".[23]
- A música de 1986 de Billy Idol " Sweet Sixteen " foi inspirada na história de Leedskalnin e  o Castelo Coral.[24][25]
- O livro de John Martin, Coral Castle Construction,[26] lançado em novembro de 2012, descreve como Ed Leedskalnin construiu sua estrutura com base em princípios fundamentais de engenharia.
- No videogame Fortnite, existe um local chamado Castelo Coral. Não se sabe se é uma referência ao Castelo Coral da vida real. Em agosto de 2020, a empresa proprietária do Castelo Coral processou a Epic Games por violação de marca registrada.[27]
- No romance A Ilha do Amor Eterno, da escritora cubana-americana Daína Chaviano, um capítulo inteiro ("Perto do meu coração") é dedicado à história do Castelo Coral e de seu construtor Edward Leedskalnin .[28]